# Suillellus
Suillellus Murrill (modroborowik) – rodzaj grzybów z rodziny borowikowatych (Boletaceae).

## Systematyka i nazewnictwo
Pozycja w klasyfikacji według Index Fungorum: Boletaceae, Boletales, Agaricomycetidae, Agaricomycetes, Agaricomycotina, Basidiomycota, Fungi.
Synonimy nazwy naukowej: Cupreoboletus Simonini, Gelardi & Vizzini, Exsudoporus Vizzini, Simonini & Gelardi.
W Polsce należące do tego rodzaju gatunki znane były pod nazwą zwyczajową borowik (Boletus). W 2021 Komisja ds. Polskiego Nazewnictwa Grzybów Polskiego Towarzystwa Mykologicznego zarekomendowała używanie nazwy modroborowik.

### Gatunki
- Suillellus adalgisae (Marsico & Musumeci) N. Schwab 2019
- Suillellus adonis (Pöder & H. Ladurner) Vizzini, Simonini & Gelardi 2014
- Suillellus amygdalinus (Thiers) Vizzini, Simonini & Gelardi 2014
- Suillellus atlanticus (Blanco-Dios & G. Marques) Vizzini, Simonini & Gelardi 2014
- Suillellus caucasicus (Singer ex Alessio) Blanco-Dios 2015
- Suillellus comptus (Simonini) Vizzini, Simonini & Gelardi 2014
- Suillellus gabretae (Pilát) Blanco-Dios 2015 – modroborowik płowożółty
- Suillellus hypocarycinus (Singer) Murrill 1948
- Suillellus luridiceps Murrill 1946
- Suillellus luridus (Schaeff.) Murrill 1909 – modroborowik ponury
- Suillellus mendax (Simonini & Vizzini) Vizzini, Simonini & Gelardi 2014 – modroborowik półosiatkowany
- Suillellus permagnificus (Pöder) Blanco-Dios 2015
- Suillellus pictiformis Murrill 1943
- Suillellus poikilochromus (Pöder, Cetto & Zuccher.) Blanco-Dios 2015
- Suillellus pulchrotinctus (Alessio) Blanco-Dios 2015
- Suillellus queletii (Schulzer) Vizzini, Simonini & Gelardi 2014 – modroborowik gładkotrzonowy
- Suillellus subamygdalinus Kuan Zhao & Zhu L. Yang 2016

Nazwy polskie według rekomendacji Komisji ds. Polskiego Nazewnictwa Grzybów.